# Giovanni Palatucci
Giovanni Palatucci (Montella, 31 maggio 1909 – Dachau, 10 febbraio 1945) è stato un poliziotto italiano, vice commissario aggiunto di pubblica sicurezza, insignito della medaglia d'oro al merito civile.
Inizialmente addetto all'ufficio stranieri (dal 12 novembre 1937) e dal febbraio 1944 reggente della Questura di Fiume sino al 13 settembre 1944, quando fu arrestato dai tedeschi delle SS e internato il 22 ottobre successivo nel campo di concentramento di Dachau con il numero 117826, dove morì di stenti il 10 febbraio 1945, 78 giorni prima della liberazione del campo.
Nel 1952 suo zio, il vescovo Giuseppe Maria Palatucci, raccontò che durante la sua permanenza a Fiume il padre aveva salvato «numerosissimi israeliti». Da allora Giovanni Palatucci salì agli onori sia in Israele (dove fu nominato Giusto tra le nazioni nel 1990), sia presso la Chiesa cattolica (per la quale è Servo di Dio dal 2004), sia presso la Repubblica Italiana (la quale lo insignì della Medaglia d'oro al merito civile nel 1995).
Nel 2013 il Centro internazionale di studi Primo Levi di New York avanzò alcuni dubbi sulla corretta ricostruzione storica delle vicende a lui legate. A seguito di questa ricerca la figura di Palatucci fu rimossa da un'esposizione al Museo dell'Olocausto di Washington e lo Yad Vashem e il Vaticano iniziarono ad esaminare la nuova documentazione emersa.
Nel 2014 lo Yad Vashem lo ha confermato Giusto tra le nazioni per aver salvato almeno una donna, l'unico episodio per cui esiste documentazione attendibile

## Biografia
Nato a Montella, in provincia di Avellino, da Felice e Angelina Molinari, era nipote di Giuseppe Maria Palatucci, vescovo di Campagna e familiare di Ferdinando Palatucci, arcivescovo di Amalfi-Cava de' Tirreni. Compì gli studi presso il ginnasio "Dionisio Pascucci" di Dentecane di Pietradefusi e il liceo classico "Pietro Giannone" di Benevento. Dopo la maturità, conseguita a Salerno nel 1928, svolse nel 1930 il servizio militare a Moncalieri come allievo ufficiale di complemento.
Iscritto al Partito Nazionale Fascista, nel 1932 si laureò in giurisprudenza all'Università di Torino, discutendo una tesi in diritto penale sul rapporto di causalità con il professor Eugenio Florian.
Nel 1936 giurò come volontario vice commissario di pubblica sicurezza e inviato alla questura di Genova. Nel 1937 venne trasferito alla questura di Fiume come responsabile dell'ufficio stranieri e poi come commissario di P.S.
Dopo l'8 settembre 1943 aderì alla Repubblica Sociale Italiana. Nella sua posizione ebbe modo di conoscere l'impatto delle leggi razziali sulla popolazione ebraica. In quel contesto cercò di fare quello che la sua posizione gli permetteva, creando attraverso una rete di amici una strada per salvare molti ebrei dai campi di sterminio, ad esempio, la famiglia di Carl Selan. In una lettera ai genitori scrisse: «Ho la possibilità di fare un po' di bene, e i beneficiati da me sono assai riconoscenti. Nel complesso riscontro molte simpatie. Di me non ho altro di speciale da comunicare».
Un calcolo approssimativo stima in più di 5 000 il numero di persone che Giovanni Palatucci aiutò a salvarsi durante la sua permanenza a Fiume. La cifra è stato però ampiamente smentita da ricerche indipendenti che hanno attribuito ad intenti agiografico la notizia.
Nel novembre 1943 Fiume, pur facente parte della Repubblica Sociale Italiana, di fatto entrò a far parte della cosiddetta zona d'operazioni del Litorale adriatico, controllata direttamente dalle truppe tedesche per ragioni d'importanza strategica, e il comando militare della città passò al capitano delle SS Hoepener. Pur avvisato del pericolo che correva personalmente, Palatucci decise di rimanere al suo posto.
Il console svizzero di Trieste, un suo caro amico, gli offrì un passaggio sicuro verso la Svizzera. Palatucci accettò, ma al suo posto fece partire la sua giovane amica ebrea originaria di Karlovać, Mika Eisler, che, ritrovandosi da sola dopo la separazione dal marito, per scongiurare il pericolo che incombeva su di lei e la sua famiglia, abbandonò precipitosamente il proprio paese per rifugiarsi a Fiume dove fu raggiunta dalla madre Dragica Braun. (In seguito, per metterle al riparo, Palatucci si preoccupò di farle trasferire in una località più appartata, Laurana, a poca distanza da Abbazia).
Nel febbraio 1944 fu nominato questore reggente presso la questura di Fiume.
Si preoccupò anche dell'istituzione di uno "Stato libero di Fiume", per far sì che questo territorio, che correva il rischio di venire ceduto dall'Italia alla Jugoslavia, mantenesse una sua indipendenza. Fu proprio con l'accusa formale di cospirazione e intesa con il nemico in seguito al «rinvenimento di un piano relativo alla sistemazione di Fiume come città indipendente, tradotto in lingua inglese» che il 13 settembre 1944 fu arrestato dai militari tedeschi in seguito alla delazione pervenuta al capitano Schlünzen dal vice commissario ausiliario della III Divisione assegnato alla questura di Fiume fin dal 5 febbraio di quello stesso anno. Dopo essere stato imprigionato nel carcere di Trieste, il 22 ottobre venne trasferito nel campo di lavoro forzato di Dachau, dove morì nel 1945, due mesi prima della liberazione.

## Controversie

### Aiuti ai profughi e accuse di collaborazionismo
Già nel 1995 furono avanzati dubbi sulla corretta ricostruzione storica delle vicende legate alla figura di Palatucci, ma ancor più clamore destò la ricerca condotta dal Centro Primo Levi nel 2013 che in parte ridimensionò i meriti attribuitigli.
Secondo lo storico Michele Sarfatti, «il sistema delle onoranze nei confronti di Giovanni Palatucci ha preceduto il lavoro di ricerca storica. Questo è il motivo per cui a lui sono state attribuite in modo acritico azioni che nessuno aveva mai verificato essere state compiute veramente da lui».
Un memorandum del Ministero degli Interni del luglio 1952 aveva già escluso che Palatucci avesse compiuto un salvataggio di massa, ma nessuno fece approfondite ricerche documentali.
Stando alla ricerca del Centro Primo Levi, in base all'esame di circa 700 documenti finora inediti, Palatucci andrebbe descritto come uno zelante esecutore della deportazione di almeno 412 dei circa 500 ebrei presenti a Fiume nel suo incarico di responsabile dell'applicazione delle leggi razziali fasciste. La sua deportazione e morte a Dachau sarebbe stata dovuta non al suo aiuto agli ebrei, ma all'aver mantenuto contatti col servizio informativo nemico, per aver passato agli inglesi i piani per l'indipendenza di Fiume.
Anche il museo Yad Vashem e la Santa Sede hanno avviato accertamenti. L'Osservatore Romano, seppure con qualche riserva, ha ammesso che «sul caso Palatucci le ricerche storiche di prima mano sono state poche, che numeri e fatti sono stati sottoposti ad interpretazioni agiografiche. Ed è anche probabile che in seguito alle ricerche in corso i numeri andranno ridimensionati, che alcuni eventi andranno riletti».
Secondo la ricerca del 2013, la storia di Palatucci sarebbe un mito fomentato dallo zio, il vescovo Giuseppe Maria Palatucci, che nel 1952 si sarebbe servito della storia inventata per assicurare una pensione di guerra al fratello e alla cognata, genitori di Palatucci.
Michael Day, giornalista per il quotidiano The Independent, si è chiesto come Palatucci abbia potuto aiutare più di 5 000 ebrei a fuggire da una regione in cui la popolazione ebraica era grande la metà. Anna Pizzuti, curatrice del database degli ebrei stranieri internati in Italia, ha sostenuto nell'intervista al Corriere della Sera che è impossibile che Palatucci abbia inviato "migliaia di ebrei [...] nel campo di internamento di Campagna dove sarebbero stati protetti dal vescovo Giuseppe Maria Palatucci", perché "quaranta in tutto sono i fiumani internati a Campagna. Un terzo del gruppo finì ad Auschwitz".

### Testimonianze a favore
In favore di Palatucci nel giugno 2013 decise di testimoniare l'anziana Renata Conforty, i cui genitori furono tratti in salvo proprio dal questore di Fiume. Dopo un lungo silenzio anche il Vaticano, attraverso L'Osservatore Romano, ha pubblicato un lungo articolo della storica Anna Foa in cui riabilita Palatucci e si augura "che il Museo di Washington, che ha immediatamente cancellato dai suoi siti e dalle mostre il nome di Palatucci, abbia avuto accesso alla documentazione e non solo alla lunga analisi che ne fa il centro Primo Levi" e rigetta le accuse mosse dello stesso Centro che tace sulle numerose testimonianze di salvataggi individuali rilasciate dagli stessi ebrei salvati e sul fatto che la mancanza di documentazione scritta è da ascrivere proprio al fatto che le operazioni attuate da Palatucci fossero necessariamente segrete. Conclude la Foa che "ora come ora, in presenza di condanne infondate tanto definitive, ciò che è fondamentale è rispondere attraverso la documentazione a queste semplici domande: Palatucci ha o no salvato degli ebrei? Palatucci ha o no denunciato degli ebrei? Solo a queste domande ci aspettiamo che i documenti diano una risposta.". Anche lo storico Matteo Luigi Napolitano ha preso le difese di Palatucci contestando le affermazioni fatte dal Centro Primo Levi contro il questore di Fiume. I risultati della ricerca del Centro sono stati criticati anche da altri storici. Giovanni Preziosi, tra l'altro, ha accennato anche al ruolo svolto da Palatucci nel salvataggio della famiglia di Clotilde (detta Lilly) Sachs de Grič, sorella di un suo amico, l’avvocato Niels Sachs de Grič, persona molto nota nella città quarnerina.
Lo Yad Vashem ha giudicato irrilevanti gli studi condotti dal Centro Primo Levi e ha confermato il titolo di "Giusto" a Giovanni Palatucci: "Le prove sono numerose e inoppugnabili. Il revisionismo sulle figure dei Giusti è un fenomeno grave e incomprensibile, che nega il valore delle testimonianze e spalanca le porte al negazionismo", ha dichiarato il poeta Roberto Malini.

## Riconoscimenti

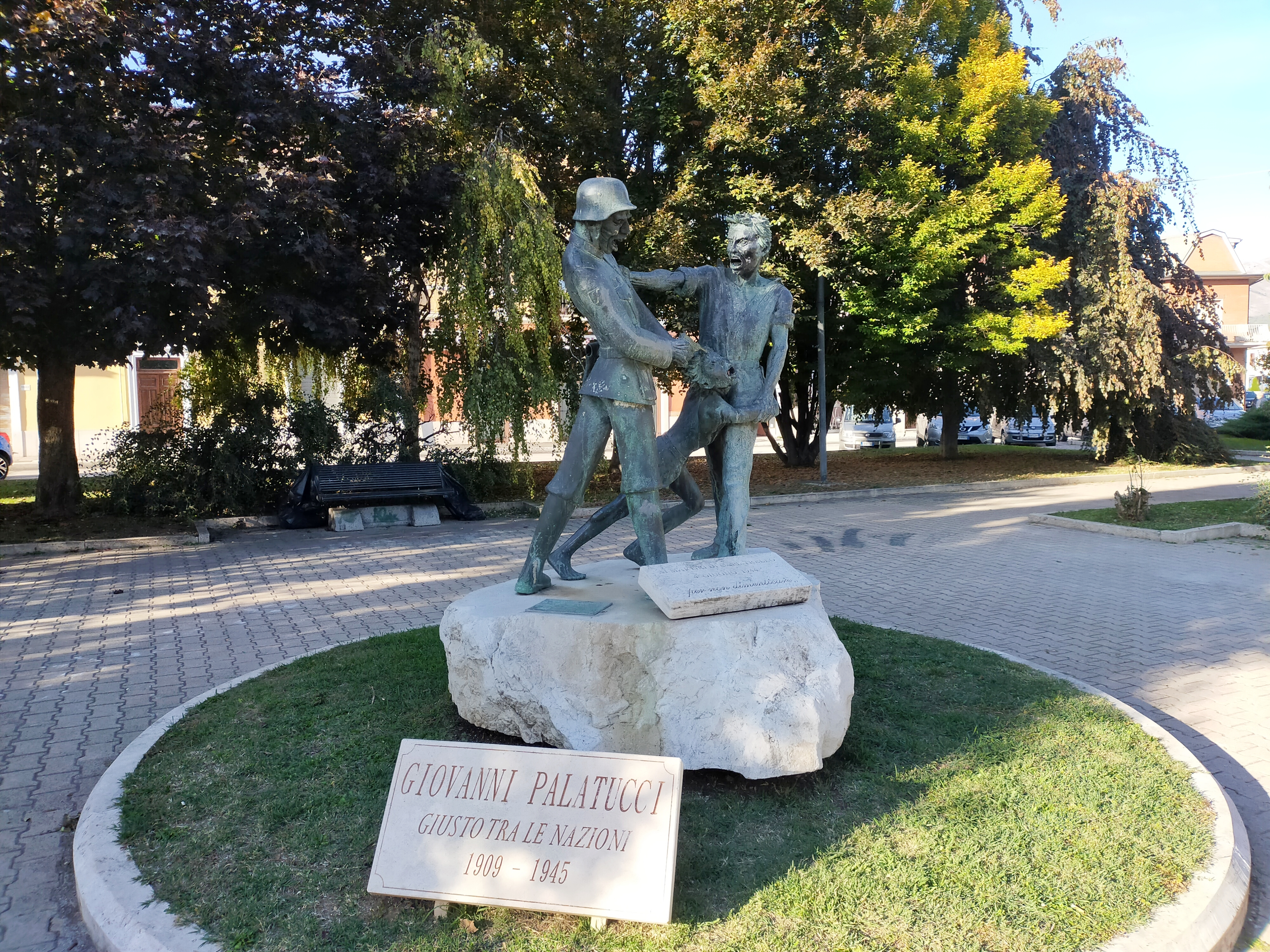
Targa commemorativa in piazza Corbi ad Avezzano in Abruzzo

- Il 17 aprile 1955 fu concessa la Medaglia d'Oro alla memoria dall'Unione delle Comunità Israelitiche d'Italia con la seguente motivazione: «Commissario all'Ufficio stranieri della Questura di Fiume, tanto operò in favore degli ebrei e di altri perseguitati, che venne arrestato dai nazisti nel settembre 1944 e deportato in Germania. Le sevizie e le privazioni del campo di sterminio, a Dachau, ne troncarono, alla vigilia della liberazione, la mirabile esistenza. Se al suo nome nello Stato d'Israele sono state dedicate una via e una foresta, gli ebrei d'Italia vogliono anch'essi onorarne il ricordo».
- Il 12 settembre 1990 lo Yad Vashem lo riconosce Giusto tra le nazioni[35].
- Il 15 maggio 1995 la Repubblica italiana gli ha conferito la Medaglia d'oro al merito civile.
- Processo di canonizzazione. Il 21 marzo 2000 il Vicariato di Roma ha emesso un editto per l'apertura del processo di beatificazione di Giovanni Palatucci, avvenuta formalmente il 9 ottobre 2002.
- In occasione della cerimonia ecumenica giubilare del 7 maggio 2000 papa Giovanni Paolo II lo ha annoverato tra i martiri del XX secolo.
- Nel 2004 si è conclusa la fase diocesana del processo di canonizzazione e Palatucci è stato proclamato Servo di Dio.
- Il 29 maggio 2009 l'Italia ha emesso un francobollo commemorativo in suo onore[36].
- Il 25 aprile 2002 a Nettuno è stato inaugurato il parco "Giovanni Palatucci"[37].
- Il 10 febbraio 2003 è stato inaugurato a Roma il Parco Giovanni Palatucci[38].
- il 21 novembre 2007 a Palazzo San Gervasio gli è stata dedicata una strada.
- Il 22 maggio 2009 a Cagliari gli è stata dedicata una piazza nei pressi del Palazzo di Giustizia[39].
- Il 29 maggio 2011 la comunità montellese di Norristown gli ha dedicato un monumento murale[40][41].
- A Palermo gli è stata intitolata una traversa di Viale della Regione Siciliana, già via Santuario di Cruillas
- Ad Avellino gli è stata dedicata la via prospiciente la Questura di Avellino e un parco pubblico cittadino.
- A Montella gli è stata dedicata la scuola primaria statale "Giovanni Palatucci" e una piazza.
- A Villarosa gli è stata intitolata la piazza dove sorge il Monumento ai caduti in guerra per l'Italia.
- A Crotone gli è stata dedicata la via dove si trova la Prefettura.
- Il 9 agosto 2009 gli è stata intitolata una piazza di San Giovanni di Sante Marie  (AQ)[42].
- Negli anni novanta gli è stata dedicata la piazzetta di Maratea (PZ).
- Il 26 ottobre 2018 gli è stata intitolata una piazza a Oliveto Citra (SA).
- Il 9 febbraio 2021, Il comune di Pescara e la questura, in Piazza Italia, hanno piantato un ulivo e posto una targa in sua memoria.
- Il 10 febbraio 2021 è stato piantato un ulivo ed una targa in sua memoria a Lecco, insieme ad un'altra targa commemorativa a Malgrate (LC).[43]
- Nel febbraio 2021 gli è stato dedicato un ulivo con targa commemorativa all'ingresso del Commissariato della polizia "San Fruttuoso" a Genova[44].
- Il 10 marzo 2021 il comune di Avezzano ha dedicato una targa a Giovanni Palatucci in piazza Bruno Corbi[45].
- Il 30 novembre 2021 gli è stata intitolata una piazza di Capistrello (AQ)[46].
- Il 6 febbraio 2022 il comune di Pescina (AQ) gli ha dedicato una strada di Venere dei Marsi[47].
- Il 9 febbraio 2022, presso la chiesa di Corbellino, comune di Fagnano (AQ), è stata piantato un acero montano in sua memoria con targa commemorativa.
- Il 10 febbraio 2023, presso il Parco di Monza, è stato dedicato un tiglio secolare ed è stata installata una targa in sua memoria.
- Il 10 febbraio 2023, l'Amministrazione Comunale di Spinazzola (BT) gli ha intitolato la Villa Comunale e realizzato una targa commemorativa in sua memoria.[48]
- Il 10 febbraio 2022, a Como, è stato dedicato a Giovanni Palatucci un cippo commemorativo.
- Il 9 febbraio 2024, a Catania, nel Giorno del ricordo è stata dedicata una targa commemorativa e un ulivo, piantumato all’interno del Giardino Bellini[49]; contemporaneamente, sempre in Sicilia, una cerimonia identica si è svolta nel giardino di Villa Bonanno a Palermo, mentre a Caltanissetta la Questura lo ha ricordato fra le vittime delle Foibe[50].
- Il 10 febbraio 2024 gli é stata intitolata una piazzetta a Gavoi, splendido borgo in Barbagia (Sardegna), con targa commemorativa “Giusto tra le Nazioni”.
- il 12 febbraio 2024, a Viterbo, la Questura ha dedicato una targa commemorativa e un ulivo piantumato all’interno del giardino dell'Istituto Scolastico Paolo Savi

## Filmografia
- Senza confini, regia di Fabrizio Costa – miniserie TV (2001) prodotta e trasmessa dalla RAI.